# Álfheiður Erla Guðmundsdóttir
Álfheiður Erla Guðmundsdóttir (* 1993 in Reykjavík) ist eine isländische Opern- und Konzertsängerin in der Stimmlage Sopran.

## Leben
Álfheiður Erla Guðmundsdóttir erhielt ihre erste Gesangsausbildung an der Söngskóli Sigurðar Demetz in Reykjavik, wo sie auch schon Bühnenerfahrung sammeln konnte. Ihr Bachelorstudium an der Hochschule für Musik Hanns Eisler Berlin begann sie 2014, trat in dieser Zeit u. a. als Marzelline in Fidelio, Susanna in Le nozze di Figaro sowie Poppea in Agrippina auf und schloss es 2018 mit Auszeichnung ab. Meisterkurse bei Anne Sofie von Otter, Véronique Gens, Susan Manoff, Piotr Beczała, Matthew Rose, Hartmut Höll und Emma Kirkby rundeten ihre Ausbildung ab und förderten die Erarbeitung eines Repertoires von deutschen, französischen, englischen und nordischen Liedern, das von der Romantik bis hin zur Moderne reicht.
An der Berliner Staatsoper unter den Linden trat sie ab März 2019 als Schneewittchen in einer Kinderoper nach einem Fragment von Engelbert Humperdinck auf, im September 2019 dann als Papagena in der Zauberflöte. In der Spielzeit 2019/2020 gehörte sie dem Thüringer Opernstudio an und stellte ab September 2019 in einer Produktion des Theaters Altenburg-Gera das Hannchen in Der Vetter aus Dingsda  dar. Im Oktober 2020 gab sie ihr Debüt am Theater Basel in der Rolle des Engels in Olivier Messiaens Saint François d’Assise.
2021 schloss sie ihre Studien in Berlin mit dem "Master of Music" ab. In diesem Jahr war sie auch in maßgeblichen Rollen an den zeitgenössischen Musiktheaterproduktionen Der Hetzer am Theater Dortmund und Die Mühle von Saint Pain am Theater Basel beteiligt. Seit der Spielzeit 2021/22 gehört sie dem Solistensemble dieses Hauses an, wo sie u. a. bei einer Inszenierung von Bachs Matthäuspassion mitwirkte und 2023 ihr Rollendebüt als Gilda in Rigoletto gab sowie in einer szenischen Umsetzung von Haydns Schöpfung Gabriel und Eva darstellte. 2024 übernahm sie dort in einer Neuproduktion von Claudio Monteverdis L’incoronazione di Poppea die Partie der Drusilla.

## Preise und Auszeichnungen
- 3. Preis und Sonderpreis beim Internationalen Giulio Perotti Gesangswettbewerb, Ueckermünde (2015)
- 2. Preis und Preis für die beste Liedinterpretation beim Internationalen Haydn-Wettbewerb für klassisches Lied, Rohrau (2019)[16]

## Aufnahmen
- Viktor Orri Arnason (20. Jahrhundert): Lieder "Poems". Álfheiður Erla Guðmundsdóttir, Reykjavik Orkestra, Viktor Orri Arnason. CD, Deutsche Grammophon, 2023